# 但泽波美拉尼亚

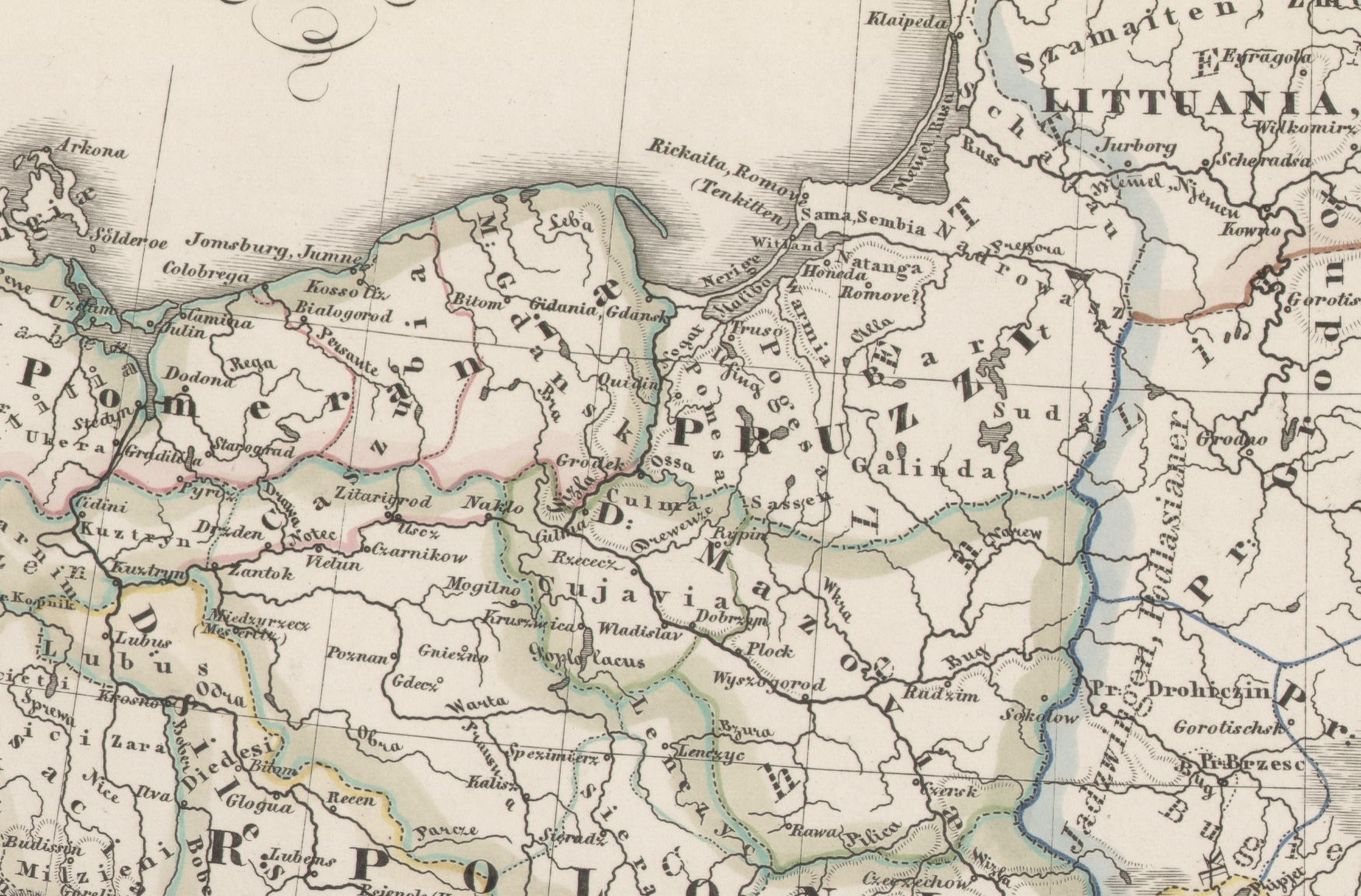
1125年的普鲁士和但泽区域

但泽波美拉尼亚（德语：Danziger Pommern）也称格但斯克波美拉尼亚（波兰语：Pomorze Gdańskie；卡舒比语：Gduńsczim Pòmòrzã）是波兰北部和西北部波美拉尼亚的一个地理区域，涵盖了波美拉尼亚省的大部分地区。
它构成了波美拉尼亚的一部分和大部分，也被称为维斯瓦波美拉尼亚、东波美拉尼亚和以前的波兰波美拉尼亚； 然而与后者相比，它不包括庫爾默蘭和米哈乌夫兰的历史区域，有时还包括卢巴瓦兰。
传统上，它被分为卡舒比亚、科切维和图霍拉森林地区。勞恩堡和比托地區被波兰史学认为是卡舒比亞（以及但泽波美拉尼亚）的一部分，而德国史学倾向于将其视为远波美拉尼亚的一部分。 格但斯克波美拉尼亚分别居住着卡舒比人、科切维人和波罗维亚人。